# Thibaut Petit
Thibaut Petit (* 9. März 1980 in Lüttich) ist ein belgischer Basketballtrainer.

## Laufbahn
Petit, der als Spieler in der zweiten und dritten belgischen Liga beschäftigt war, begann seine Trainerlaufbahn beim BC Belleflamme in Lüttich, war dann als Assistenztrainer beim Erstligisten Union Hutoise sowie im Jugendbereich des Vereins tätig. Im März 2005 wurde er zum Cheftrainer befördert, nachdem Christian Lemaire entlassen worden war. In der Saison 2005/06 betreute er zunächst den belgischen Damen-Erstligisten Dexia Namur, im Januar 2006 wechselte er zum Université BC Neuchâtel in die Schweiz. Neuchâtels Damen führte er 2007 zum Gewinn der Schweizer Meisterschaft. Er war bis 2009 im Amt, arbeitete dann als Trainer des Schweizer Herren-Nationalligisten BBC Monthey.
Von 2011 bis Januar 2013 war Petit Trainer des französischen Damen-Erstligisten Arras Pays d’Artois Basket. In der Saison 2011/12 gewann er mit dem Verein den französischen Pokalwettbewerb. Im Januar 2013 wurde Petit entlassen, nachdem man in der Saison 2012/13 in der Liga von 15 Spielen nur drei gewonnen und in der Euroleague sieben Niederlagen verbucht hatte.
Petit arbeitete anschließend wieder in seinem Heimatland, 2013/14 bei den Damen von Royal Castors Braine, die er 2014 zum belgischen Meistertitel und Pokalsieg führte, danach beim Herren-Erstligisten VOO Verviers-Pepinster. Im Sommer 2015 unterschrieb er einen Vertrag bei den Lugano Tigers (Schweiz), musste kurz nach der Einigung aber aufgrund familiärer Gründe absagen und setzte seine Tätigkeit bei Verviers-Pepinster fort. 2017 kam die Zusammenarbeit zwischen Petit und Lugano dann zustande. Zuvor war er Mitte 2017, auf dem letzten Tabellenplatz stehend, beim belgischen Erstligisten Liège Basket entlassen worden.
2019 und 2021 führte der Belgier den französischen Frauen-Erstligisten Basket Lattes Montpellier in die Endspiele um die französische Meisterschaft und 2019 zusätzlich ins Finale des europäischen Wettbewerbs Eurocup. Während seiner Amtszeit beim russischen Frauen-Erstligisten Dynamo Kursk gewann Petit als Assistenztrainer 2022 den russischen Meistertitel sowie den Pokalwettbewerb. 2022/23 war er in Kursk dann Cheftrainer und wurde mit Dynamo Vizemeister. Zur Saison 2023/24 wechselte er in die Schweiz zum Erstligisten (Männer) Fribourg Olympic.
Petit führte Fribourg im Spieljahr 2023/24 in der Schweizer Liga zu 26 Siegen aus 27 Hauptrundenspielen, zum Gewinn der Meisterschaft, des Ligapokals sowie des Schweizer Pokalwettbewerbs. Er wurde in derselben Saison als bester Trainer der Schweizer Liga ausgezeichnet.

### Nationalmannschaft
Petit war 2008 Assistenztrainer der belgischen Damennationalfrauschaft, 2016 Cheftrainer der männlichen U16-Auswahl Armeniens sowie 2018 der weiblichen U18 der Schweiz.